# Vệ Khang thúc
Vệ Khang thúc (chữ Hán: 衞康叔), tên thật là Cơ Phong (姬封), là vị vua đầu tiên của nước Vệ – chư hầu nhà Chu trong lịch sử Trung Quốc.

## Thân thế
Cơ Phong là con thứ 9 của Tây bá Cơ Xương trong số 10 người con cùng mẹ (gồm có Bá Ấp Khảo mất sớm, Vũ Vương Cơ Phát, Quản thúc Tiên, Chu công Đán, Sái thúc Độ, Tào thúc Chấn Đạc, Thành thúc Vũ, Hoắc thúc Xử (霍叔處), Khang thúc Phong, Đam quý Tái) và là em của Chu Vũ Vương

## Thụ phong ở đất Vệ
Cơ Phát lật đổ nhà Thương lên làm vua, lập ra nhà Chu, phong đất cho các anh em và công thần làm chư hầu. Cơ Phong được phong làm quân chủ nước Khang (nay là tây bắc huyện cấp thị Vũ Châu, tỉnh Hà Nam), gọi là Khang thúc Phong (康叔封).
Chu Vũ Vương lên ngôi được ít năm thì qua đời. Thái tử Tụng lên nối ngôi, tức là Chu Thành Vương. Chu Công Đán được Chu Vũ Vương uỷ thác phụ chính cho cháu.
Con vua Trụ là Vũ Canh ở đất Ân nhân cơ hội nhà Chu mới dựng, vua mới của nhà Chu còn nhỏ, nên định khôi phục nhà Thương. Do sự thuyết phục của Vũ Canh, cả ba người em của Chu Vũ vương là Quản Thúc Tiên, Hoắc Thúc Xử và Sái Thúc Độ đều đồng tình chống lại Chu Công Đán và Chu Thành Vương. Chu Công mang quân đi đông chinh. Sau 3 năm, Chu Công Đán đánh bại được quân của Vũ Canh. Vũ Canh và Quản Thúc Tiên bị Chu Công giết chết; Hoắc Thúc Xử và Sái Thúc Độ bị bắt đi đày. Nước Quản bị phế.
Chu Công Đán cải phong cho quân chủ đất Triều Tiên Tử Khải làm vua nước Tống (nước Ân cũ) và Khang Thúc Phong làm vua nước Vệ (nước Quản cũ), gọi là Vệ Khang thúc (衞康叔). Ông trở thành vị vua đầu tiên của nước Vệ.
Chu Công Đán lấy bài học mất nước của vua Trụ để khuyên răn Vệ Khang Thúc. Ông nghe lời Chu Công Đán, thi hành chính lệnh thu phục nhân tâm.
Chu Thành Vương trưởng thành, tự cầm quyền chính, phong cho Vệ Khang Thúc làm Tư khấu nhà Chu.
Sau này không rõ Vệ Khang Thúc mất năm nào. Con ông là Cơ Đại lên nối ngôi, tức là Vệ Khang bá.

## Kiếp sau (?)
Theo Sử ký-Vệ Khang thúc thế gia, Vệ Tương công (con cháu Vệ Khang thúc) lấy một người thiếp yêu, người thiếp nằm mộng thấy một đứa trẻ tự xưng là Vệ Khang Thúc nói mình sẽ đầu thai làm con bà và muốn được đặt tên là Nguyên và sau đó bà mang thai. Người thiếp đem việc này nói với Vệ Tương công. Vệ Tương công cho là ý trời, bèn đặt tên cho đứa bé là Nguyên. Sau Vệ Tương công mất, Cơ Nguyên lên nối ngôi, tức là Vệ Linh công.